# JostyKit Multi-TV-Game HF344
JostyKit Multi-TV-Game HF-344 er en førstegenerations dansk spillekonsol fra 1979, produceret af JostyKit som et elektronik byggesæt. Spillekonsollen tilsluttedes et analog fjernsyn og spillekonsollen blev solgt som en gør-det-selv kit til lodning. Det kom med en vejledning om, hvordan den bygges op. Det er et system, som omfatter en AY-3-8500 GI computer-chip. Systemet har 4 spil indbygget – Tennis, Fodbold, Squash og Pelota.
Spillekonsollens kasse er udført i metalplade som giver en elegant finish. En spiller bruger drejeknappen på selve systemet, mens den anden spiller bruge en kontroller. Systemet er småt og kan nemt tages med. Der er ingen interne højttaler, lyden sendes til TV'et.